# Camptotypus spilonota
Camptotypus spilonota är en stekelart som beskrevs av Per Abraham Roman 1913. Camptotypus spilonota ingår i släktet Camptotypus och familjen brokparasitsteklar. Utöver nominatformen finns också underarten C. s. palinotus.